# Якуб ага
Якуб ага (на османски турски: یاکوب آقا), на турски: Yakup Ağa) или Ебу Юсуф Нурулах Якуб (на османски турски: ابو یوسف نورالله یاکوب; на турски: Ebu Yusuf Nurullah Yakub) e османски военен от XV век, баща на Арудж Барбароса и Хайредин Барбароса.
Якуб ага е спахия от Енидже Вардар с турски или албански произход. Якуб участва в завоюването на остров Лесбос от генуезците в 1462 година и за награда му е дадено село Бонова на острова и титлата ага. На Лесбос Якуб се жени за местна гъркиня християнка от Митилини на име Катерина, вдовица на поп, с която има две дъщири и четирима сина – Исак, Оруч, Хъзър и Иляс. Започва да се занимава с грънчарство, като синовете му помагат в търговията.